# Величко Костянтин Іванович
Костянтин Іванович Вели́чко (1856—1927) — російський і радянський військовий інженер, інженер-генерал, заслужений ординарний професор Миколаївської інженерної академії.

## Життєпис
Народився 20 травня (1 червня) 1856 року в містечку Короча Курської губернії. Батько, Іван Іванович Величко (1787—1858), генерал-майор, походив з роду прилуцьких дворян Величків, які вели свій родовід від Якова Степановича Величка, І-го полкового осавула Прилуцького полку Війська Запорозького (1742—1764). Мати, Єлизавета Григорівна, вроджена Золотарьова, з дворян, поміщиця, володіла маєтками в Корочанському повіті.
Свого батька не знав, виховувався в маєтку матері, а потім визначальну роль у виборі його життєвого шляху відіграв брат матері Василь Григорович Золотарьов (1837—1891), генерал-лейтенант (1886), який служив по Генеральному штабу.
К. Величко здобув освіту в 2-й Санкт-Петербурзькій військовій гімназії, потім закінчив Миколаївське інженерне училище (1875), брав участь у російсько-турецькій війні.
В 1881 р. закінчив Миколаївську інженерну академію і був залишений при ній викладачем, з 1891 р. — екстраординарний професор. Служив у Головному Інженерному управлінні, полковник (1893). З 1895 р. — керівник справами комісії з озброєння фортець, постійний член Інженерного комітету Головного інженерного управління (1895—1903). З 1901 р. –заслужений ординарний професор, генерал-майор (1901).
Взяв участь у російсько-японській війні (1904—1905), перебував у розпорядженні Командувача Манчжурської армії, генерал для особливих доручень.
З 1905 р. служив помічником начальника Головного інженерного управління, генерал-лейтенант (1907), з 1910 р. — постійний член Головного фортечного комітету, продовжував викладання в інженерній академії.
З 1914 р. був на Південно-Західному фронті, перебував у розпорядженні Головнокомандувача арміями, з 1916 р. — начальник інженерів армій Південно-Західного фронту, інженер-генерал (1916).
К. Величко був автором численних праць і проектів по фортифікації фортець та укріплень. За його кресленнями і вказівками будувалися військові фортеці на західних кордонах і на Далекому Сході. Він був автором проекту фортеці Порт-Артур. У роки I-ї світової війни запропонував нову форму інженерного оснащення місцевості для наступу — інженерні плацдарми. Вперше такий плацдарм був створений при підготовці Брусиловського прориву. Форт Величка за проектом 1909 р. став опорним пунктом піхоти. Також з 1910 р. був головним редактором багатотомної Військової енциклопедії.
Притримувався консервативно-монархічних поглядів, був членом монархічної православно-консервативної суспільно-політичної організації «Російські збори», створеної його племінником Василем Величком, входив до складу Ради «Російських зборів». У листопаді 1917 р. перейшов на бік радянської влади, в лютому 1918 р. добровільно вступив у Червону армію, керував інженерною обороною Петрограда. Далі очолював колегію з інженерної оборони при Центральному військово-технічному управлінні, а з 1919 р. був членом Інженерного комітету Головного військово-інженерного управління.
У серпні 1920 р. був заарештований ВНК у справі «Польської організації військової», але відбувся, як писали, «легким переляком».
В 1925 р. був притягнутий до суду військового трибуналу за «недбале ставлення до обов'язків по службі», яке проявилось «у невстановленні фактів зловживань» начальника інженерів Петроградського укріпрайону, але був виправданий.
З 1923 р. — професор фортифікації у Військово-інженерній академії ім. Куйбишева. За роки викладацької роботи виховав плеяду військових інженерів, в числі яких був, зокрема, генерал Д. М. Карбишев.
Помер 15 травня 1927 р. в Ленінграді. Похований на Нікольському цвинтарі Олександро-Невської лаври в сімейному похованні поряд з дядьком, генерал-лейтенантом В. Г. Золотарьовим та першою дружиною Вірою Михайлівною.

## Сім'ї
Перша дружина (1879) Віра Михайлівна, вроджена Абросимова (1858—1900), діти:
- Лев Костянтинович Величко, (1881—1886);
- Маргарита Костянтинівна Величко (Мультановська), нар. 1883;
- Ксенія Костянтинівна Величко (Кірсанова), нар. 1888;
- Віра Костянтинівна Величко (Вебер), нар. бл. 1892.

Друга дружина (бл. 1905) Єлизавета Василівна, вроджена Томас.

## Нагороди
Ордени:
- св. Станіслава 3-го ступеня (1887),
- св. Анни 3-го ступеня (1891),
- св. Станіслава 2-го ступеня (1895),
- св. Анни 2-го ступеня (1896),
- св. Володимира 3-го ступеня (1903),
- св. Станіслава 1-го ступеня з мечами (1905),
- св. Анни 1-го ступеня з мечами (1905),
- св. Володимира 2-го ступеня (1911),
- Білого Орла з мечами (1915).

Іноземні ордени: Румунський Королівський офіцерський хрест (1886).
- Золота зброя «За хоробрість» (1906).